# Puppglansstekel
Puppglansstekel (Pteromalus puparum) är en stekelart som först beskrevs av Carl von Linné 1758.  Pteromalus puparum ingår i släktet Pteromalus och familjen puppglanssteklar. Arten är reproducerande i Sverige. Inga underarter finns listade i Catalogue of Life.

## Bildgalleri

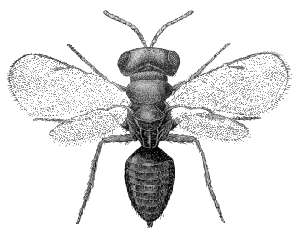
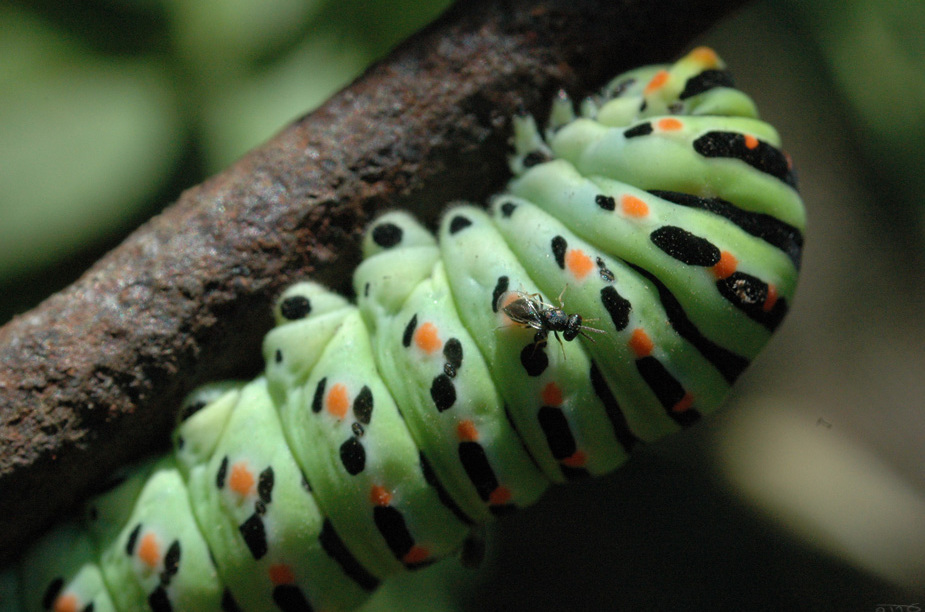